# Steve Barakatt
Pour les articles homonymes, voir Barakatt.
Steve Barakatt C.Q. est un pianiste, chanteur et compositeur canadien d'origine libanaise,, né le 17 mai 1973 à Québec, Québec. Il est Chevalier de l'Ordre national du Québec . Il fut ambassadeur d'UNICEF au Canada et il est, entre autres, le compositeur de Berceuse, L'Hymne international d'UNICEF et "Devenir - L'Hymne officiel de l'Ordre national du Québec".

## Biographie
Issu d'une famille d’amants de la musique, Steve est envoûté dès 4 ans par la musique et commence des leçons de piano. Durant les quinze années suivantes, il étudie la musique classique, puis le jazz.
Steve a vécu des expériences musicales très stimulantes dès son plus jeune âge. Il a notamment joué comme soliste invité pour l’Orchestre symphonique de Québec alors qu’il n’était âgé que de 13 ans.
À 16 ans, Steve Barakatt est fasciné par la composition, les arrangements et la production. Il étudie les nouvelles technologies et maîtrise rapidement la programmation musicale. À tel point que la prestigieuse firme japonaise Roland Corporation l’invite à présenter ses nouveaux produits lors de la foire NAMMde 1992 à Anaheim, en Californie.
Musicien polyvalent et créatif, il est invité à participer à des enregistrements et à des concerts avec une pléiade d’artistes et ensembles dont le Chœur de l’armée rouge et l’Orchestre philharmonique de Tokyo. Vrai passionné de la musique, il prend plaisir à explorer tous les styles musicaux.

### Compositeur-interprète
Steve Barakatt a enregistré son premier album solo Double Joie à 14 ans. Cet album est lancé au Canada le 11 novembre 1987, et en moins d’une semaine, il s’est retrouvé au Top-20 des meilleures ventes.
Il a ensuite composé et produit une série d’albums avec les multinationales PolyGram, Universal, Sony Music Entertainment et JVC-Victor Entertainment. C’est alors qu’il présente les albums Audace, Escape, Steve Barakatt LIVE, Québec, Eternity, A Love Affair, All About Us, Someday, Somewhere. Ces enregistrements sont distribués dans plus de 15 pays et sa musique est diffusée par plusieurs centaines de stations de radio et de télévision. Un grand nombre de ses compositions ont été retenues à titre de thèmes musicaux pour plus de 150 émissions de télévision dont le Grand Prix automobile de Monaco et la Coupe du monde de la FIFA. En août 2020, il a signé un accord avec Universal Music MENA pour la distribution à l'échelle globale de ses futurs enregistrements.
En 2007, Steve lance son premier album vocal Here I Am enregistré à Londres dans les fameux Air Studios de Sir George Martin. Cet album est enregistré avec la collaboration du Foundation Philharmonic Orchestra  de Londres et plusieurs artistes de renom.

### Compositeur-producteur
Steve Barakatt est très demandé à titre de compositeur-producteur pour de nombreux artistes canadiens, sud-américains et asiatiques.
Au Québec, Steve découvre en 1995 la jeune chanteuse Natasha St-Pier et produit son premier album Émergence. Dès le lancement de l’album, la composition de Steve intitulée Sans le Savoir s’est retrouvée parmi les 5 premiers titres sur les palmarès des radios québécoises et la vidéo de la chanson a pris la tête d’affiche de la station MusiquePlus.
Il produit également l'enregistrement officiel de l'hymne national canadien et américain pour les Expos de Montréal de la Ligue majeure de baseball. La version de Steve Barakatt est présentée avant les matchs locaux des Expos au Stade olympique de Montréal.
En 1997, il a écrit plusieurs chansons, dont C’est une promesse pour la chanteuse québécoise Johanne Blouin et En la arena pour le chanteur argentin Guillermo Saldana.
À Hong Kong, Steve a collaboré avec de nombreux interprètes. En 1995, il a composé Mou Tian qui est interprétée par les quatre vedettes asiatiques Kelly Chen, Joyce Yau, Daniel Chan et Ray Chan. En 1996, il a composé un duo pour les superstars Leon Lai et Alan Tam, Song of Stars, qui les a réunis pour la première fois sur disque. Steve a également écrit Ni Shi Shui pour l’album solo de Leon Lai Feel Leon  lancé la même année.
Au Japon, la chanson Kaze To Kino Uta-Québec 1608 a été interprétée par la chanteuse japonaise Sincere. En 1999, la populaire chanteuse Yoko Oginome a enregistré We’ll Be Together qui fut utilisée à titre de thème musical pour la populaire émission de télévision Shitteru Tsumori sur le réseau NTV. En 2000, il a composé Watashi Dake De Ite pour la star japonaise Noriko Sakai. En 2001, Nuit d’amour à Paris a été retenue comme thème musical à la dramatique télé Kiss Again sur le prestigieux réseau de télévision NHK.
En Angleterre, il a composé en 2003 la musique de la série Urban Myth Chillers produite pour Universal (Londres) mettant en vedette l’acteur Omar Sharif.
En 2006, Steve a composé et produit la chanson Here We Are qu’il interprète en duo avec la Québécoise Audrey de Montigny. La chanson est incluse sur son premier album vocal Here I Am ainsi que sur l’album Take Me As I Am de la chanteuse. La collaboration entre les deux artistes se poursuit pour le projet Make Some Noise pour Amnesty International alors que Steve Barakatt produit la chanson Love de John Lennon.

### Artiste de scène
Au cours de sa carrière, Steve a été appelé à interpréter sa musique sur des scènes du monde entier et il a participé à plus de 500 événements d’envergure provinciale, nationale et internationale.
Du Dôme de Nagoya jusqu’aux Nations unies de New York, il a joué devant des centaines de milliers de personnes dans le monde entier.

### L'œuvre symphonique Ad Vitam Aeternam
Au cours de l’année 2003, Steve Barakatt a décidé de mettre en œuvre un projet d’envergure : composer et concevoir un spectacle symphonique sous le thème des 16 grandes étapes de l’expérience humaine. Après plus de 30 mois de création, il présente le 30 septembre 2005 la première mondiale d'Ad Vitam Aeternam au Grand Théâtre de Québec accompagné par l’Orchestre symphonique de Québec. Le 16 juin 2006, il présente la première européenne avec l’Orchestre symphonique de Iaroslavl en Russie sous la direction musicale du réputé chef d’orchestre Murad Annamamedov. C’est en 2007 que Ad Vitam Aeternam sera présentée en Asie ainsi que dans plusieurs villes du Québec et du Canada.
Cette production fut également un évènement officiel des fêtes du 400e anniversaire de la ville de Québec présentée les 18 et 19 juin 2008 au Grand Théâtre de Québec. En 2010, la production Ad Vitam Aeternam fut présentée lors des fêtes du 1000e anniversaire de la ville de Iaroslavl, ville du patrimoine mondial de l’UNESCO, tout comme Québec.
Le 19 novembre 2014, l'œuvre Ad Vitam Aeternam fut présentée par Steve Barakatt dans la prestigieuse Grande Salle du Conservatoire Tchaïkovski de Moscou accompagné par l'orchestre symphonique de Yaroslavl sous la direction du réputé chef d'orchestre russe Murad Annamamedov. Ad Vitam Aeternam commémora le 25e anniversaire de la Convention relative aux droits de l'enfant. Ambassadeurs et Officiels représentant plus de 30 pays ont assisté à cet événement historique.
Steve Barakatt caresse le rêve de combiner l’œuvre symphonique à des éléments scéniques et artistiques incluant danse, projection, acrobatie, effets visuels qui complèteront la création de l’univers artistique, physique et philosophique de Ad Vitam Aeternam pour en faire un jour, un spectacle permanent.

## Distinctions
- 1984-1986 : Gagnant du concours de musique de Sillery (1984 et 1986)
- 1987-2005 : 3 Nominations au gala de l’ADISQ  (Entre 1987 et 2005)
- 1988 : Plus jeune récipiendaire de l’Ordre du Mérite de la Société Saint-Jean-Baptiste du Québec
- 1996 : Nomination au Prix rayonnement hors Québec - Grands Québécois (1996)
- 2004 : Certificat de reconnaissance de l’Organisation des Nations unies
- 2005 : Prix ARISTA - Banque de Montréal « Jeune Leader sans frontières du Québec »
- 2005 : Jeune personnalité d’Affaires (national et international) par la Jeune chambre de commerce de Québec
- 2006 : Prix Pierre-Garon (Artiste de l’année, Ville de Québec)
- 2008 : Certificat d'honneur d'Amnistie Internationale en Corée du Sud pour le soutien à la cause des droits de l'homme
- 2010 : Prix "Hagood Hardy" décerné par la SOCAN (Compositeur de l'année - musique instrumentale)
- 2017 : Plaque d'appréciation offerte par le Premier Ministre de la Corée du Sud pour soutien et promotion de la Ville de Saemangeum[9]
- 2019 : La Médaille du lieutenant-gouverneur du Québec pour Mérite exceptionnel
- 2020 : Chevalier de l'Ordre national du Québec

## Ambassadeur de l'UNICEF
Le 9 mars 2007, Steve Barakatt et son épouse Elena Grosheva furent nommés ambassadeurs de l'UNICEF.

## Hymne de l'UNICEF
"Berceuse", l'Hymne international de l'UNICEF fut lancé le 20 novembre 2009, marquant la journée internationale de l'enfant et le 20e anniversaire de la convention relative aux droits de l'enfant. Pour l'enregistrement de cet hymne, Steve Barakatt a regroupé plusieurs musiciens, chanteurs et ensembles de réputation internationale dont Nana Mouskouri, Angélique Kidjo, Helmut Lotti, Leon Lai, Agnes Chan, Maxim Vengerov, Richard O'Neill, Miri Ben-Ari, l'Orchestre Philharmonique de Radio France sous la direction de Maestro Myung-Whun Chung, la Maitrise de Radio France  sous la direction de Sofi Jeannin et le Chœur de l'Orchestre Philharmonique de la ville de Prague. Afin de souligner le lancement de l'Hymne, des orchestres symphoniques dans plus de 15 pays ont interprété l'œuvre. Une vidéo fut produite afin de sensibiliser la population mondiale sur la situation des droits des enfants. La vidéo de "Berceuse" fut même visionnée dans l'espace par le spationaute belge Frank De Winne qui était alors en mission sur la station spatiale internationale. Le 16 mars 2010, Steve Barakatt a interprété au piano l'Hymne de l'UNICEF à Tokyo au Nippon Budokan devant 7,000 spectateurs. Le 22 février 2012, Steve Barakatt a interprété l'Hymne de l'UNICEF lors d'un événement pour la fondation "Monaco Disease Power" sous la présidence d'honneur et en présence de S.A.S. le Prince Albert II de Monaco. Le 19 novembre, 2014, "Berceuse, l'Hymne de l'UNICEF" fut interprété par Steve Barakatt dans la prestigieuse Grande Salle du Conservatoire Tchaïkovski de Moscou accompagné par l'Orchestre symphonique de Yaroslavl sous la dierection du réputé chef Murad Annamamedov at le Chœur d'enfants DOMISOLKA. La présentation de l'œuvre souligna le 25e anniverssaire de la Convention relative aux droits de l'enfant et le 5e anniversaire de "Berceuse, l'Hymne de l'UNICEF.  Ambassadeurs & Officiels représentant plus de 35 pays ont participé à cet événement historique. Le 7 décembre 2015, l'hymne fut interprété par Steve Barakatt et DOMISOLKA au Kremlin de Moscou lors d'un événement musical soulignant le 25e anniversaire de l'ensemble DOMISOLKA.

## Discographie

### En tant que pianiste/compositeur
- Double-Joie (1987)
- Audace/Audacity (1994)
- Escape (1996)
- Steve Barakatt Live (1997)
- Quebec (1998)
- Eternity (1999)
- A Love Affair (2000)
- Rainbow Bridge - The Collection (2000)
- All About Us (2001)
- The Best of Steve Barakatt (2004)
- The Best Inspirations (2005)
- Here I Am (2007)
- Berceuse - L'Hymne de l'UNICEF (2009)
- Someday, Somewhere (2011)
- Dear Charlotte - Single (2015)
- Dear Charlotte (Piano Solo) - Single (2015)
- Moonlight Dream - Single (2015)
- Symphony of Greatest Hits - Single (2015)
- I Can't Live Without You - Single (2016)
- L'Hymne officiel du Château Frontenac (2018)
- One More Heart, One More Dream - The Official Anthem of Saemangeum" (2018)
- Sursum Corda in Beirut - Single (2020)
- Autumn in Quebec, The Landscape - Single (2020)
- Néoréalité (2021)
- Motherland (2022)
- Give Me Some Love (2024)

### En tant que compositeur/producteur/pianiste
- Emergence pour Natasha St-Pier (1995)
- Mou Tian pour Kelly Chen, Daniel Chan, Joyce Yau, Ray Chan (1995)
- En La Aerena for Guillermo Saldana (1995)
- The Song of Stars pour Leon Lai & Alan Tam (1996)
- Ni Shi Shui pour Leon Lai(1996)
- C'est un promesse pour Johanne Blouin (1997)
- Kaze To Kino Uta pour Sincere (1998)
- Shitteru Tsumori pour Yoko Oginome (1999)
- Watashi Dake Ite pour Noriko Sakai (2000)
- Here We Are pour Audrey De Montigny (2006)
- Love performed by Audrey de Montigny pour Amnesty International's Make Some Noise (2007)
- Rainbow Bridge interprété par Sunmin (2010)
- You Are Not Alone interprété en duo avec Wheesung (2010)
- I'm Sorry + My Funny Valentine interprété par John Park (2011)
- Imagine en duo avec Chen of EXO (2016)
- Sound of Your Heart avec Lee Dong-woo, Yesung of Super Junior, Sunny of Girls' Generation, Luna of f(x), Wendy and Seulgi of Red Velvet, and Taeil and Doyoung of NCT (2016)
- It's Complicated avec Piera Van de Wiel (2018)
- Devenir - L'Hymne officiel de l'Ordre national du Québec (2021)

## Concerts (par ville)
| - Ansan (Corée du Sud) - Atlanta (États-Unis) - Bangalore (Inde) - Pékin (Chine) - Pusan (Corée du Sud) - Chengdhu (Chine) - Daegu (Corée du Sud) - Edmundston (Canada) - Fukoshima (Japon) - Fukuoka (Japon) - Gifu (Japon) - Gwangju (Corée du Sud) - Guangzhou (Chine) - Harbin (Chine) - Hiroshima (Japan) - Hong Kong (Chine) - Kanagawa (Japon) | - Kawaguchi (Japon) - Kiev (Ukraine) - Kushiro (Japon) - Kyoto (Japon) - Los Angeles (États-Unis) - Londres (Royaume-Uni) - Manille (Philippines) - Matsumoto (Japon) - Miyagi (Japon) - Montréal (Canada) - Moscou (Russie) - Bombay (Inde) - Nagano (Japon) - Nagasaki (Japon) - Nagoya (Japon) - New York City (États-Unis) | - Omiya (Japon) - Osaka (Japon) - Ottawa (Canada) - Québec (Canada) - Sapporo (Japon) - Séoul (Corée du Sud) - Sendai (Japon) - Shijiazhuang (Chine) - Taipei (Taiwan) - Taichung (Taiwan) - Tachkent (Ouzbékistan) - Tianjin (Chine) - Tokyo (Japon) - Ulsan (Corée du Sud) - Vancouver (Canada) - Yaroslavl (Russie) - Yokohama (Japon) |

## Ensembles et artistes qui ont interprétés les compositions de Steve Barakatt
- L'Orchestre symphonique de Québec (Canada)
- L'Orchestre Métropolitain du Grand Montréal (Canada)
- The Vancouver Youth Symphony Orchestra (Canada)
- The Delta Youth Orchestra (Canada)
- The Greater Victoria Youth Orchestra (Canada)
- The Ottawa Youth Orchestra (Canada)
- The Kitchener Waterloo Symphony Orchestra (Canada)
- The Cleveland Symphony Orchestra (Australie)
- The Lahti Symphony Orchestra (Finlande)
- L'Orchestre Philharmonique de Radio France (France)
- La Maitrise de Radio France (France)
- The Hong Kong Chinese Orchestra (Chine)
- Le Chœur de la City of Prague Philharmonic Orchestra
- The Edward Said National Youth Conservatory (Les Territoires Palestiniens Occupés)
- Polish Radio Symphony Orchestra (Pologne)
- The Auckland Symphony Orchestra (Nouvelle-Zélande)
- The Bilkent Symphony Orchestra (Turquie)
- Nana Mouskouri
- Richard O'Neill
- Helmut Lotti
- Angelique Kidjo
- Maxim Vengerov
- Agnes Chan
- Miri Ben-Ari
- The Alexandrov Red Army Choir
- Natasha St-Pier
- John Park
- Kelly Chen ¸
- Daniel Chan
- Joyce Yau
- Ray Chan
- Guillermo Saldana
- Leon Lai
- Alan Tam
- Johanne Blouin
- Sincere
- Yoko Oginome
- Noriko Sakai
- Audrey De Montigny
- SunMin
- Yuhki Kuramoto
- Yiruma
- La Musique de l'Aviation royale canadienne
- Yannick Nézet-Séguin
- Yoav Talmi